# ألان هولم
ألان هولم (بالإنجليزية: Alan Hulme)‏ هو محاسب وسياسي أسترالي، ولد في 14 فبراير 1907 في أستراليا، وتوفي في 9 أكتوبر 1989 في نفس البلد. حزبياً، نشط في الحزب الليبرالي الأسترالي. وقد انتخب عضو مجلس النواب الأسترالي عن دائرة Division of Petrie ‏ (30 نوفمبر 1963 – 2 نوفمبر 1972) وانتخب عضو مجلس النواب الأسترالي عن دائرة Division of Petrie ‏ (10 ديسمبر 1949 – 9 ديسمبر 1961).